# Heinrich Gomperz
Heinrich Gomperz (* 18. Jänner 1873 in Wien; † 27. Dezember 1942 in Los Angeles) war ein österreichischer Philosoph. Er war ein Sohn des Philosophen und Philologen Theodor Gomperz.

## Leben
Gomperz studierte ab 1891 Jura an der Universität Wien. Zwischenzeitlich hörte er in Berlin Kirchengeschichte bei Adolf Harnack. Danach hörte er wieder in Wien Klassische Philologie und Philosophie. Er promovierte 1896 bei Ernst Mach mit dem Thema Zur Psychologie der logischen Grundtatsachen. Die Habilitation erfolgte 1900 in Bern mit dem Thema Die Welt als geordnetes Ereignis.
Von 1905 an arbeitete er in Wien als Privatdozent, bis er 1920 eine Stelle als außerordentlicher Professor und von 1924 bis 1934 als ordentlicher Professor für Philosophie mit dem Schwerpunkt für antike Philosophiegeschichte bekleidete. In dieser Zeit stand er in Verbindung zum Wiener Kreis. Gomperz gilt als später Vertreter des Empiriokritizismus.
Nach der austrofaschistischen Machtergreifung weigerte er sich, der Vaterländischen Front beizutreten und wurde daraufhin unter Anwendung des neu erlassenen Abbaugesetzes zwangsemeritiert. 1935 emigrierte er mit Hilfe von F. C. S. Schiller in die USA, wo er an der University of Southern California in Los Angeles eine Gastprofessur bis zu seinem Tode innehatte.
In Karl Kraus’ Die letzten Tage der Menschheit wird Gomperz in Szene 0/3 des Vorspiels (im Café Pucher) als Gast erwähnt.
Er war verheiratet mit der Innenarchitektin Adele „Ada“ Stepnitz (* 11. Dezember 1884 in Wien; † zwischen 12. und 15. Juni 1954 im Pazifik vor Los Angeles).

## Schriften
- Grundlegung der neusokratischen Philosophie. 1897
- Kritik des Hedonismus. 1898
- Die Lebensauffassung der griechischen Philosophen und das Ideal der inneren Freiheit. 1904
- Weltanschauungslehre. 2 Bde. 1905/1908
- Das Problem der Willensfreiheit. 1907
- Sophistik und Rhetorik. 1912
- Philosophie des Krieges in Umrissen. 1915
- Psychologische Betrachtungen an griechischen Philosophen. 1924
- Die indische Theosophie. 1925
- Über Sinn und Sinngebilde, Erklären und Verstehen. 1929
- Philosophical Studies. 1953